# Dirk Gently
Dirk Gently (pseudonimo di Svlad Cjelli) è un personaggio immaginario creato dall'autore inglese Douglas Adams. È un investigatore molto sui generis, protagonista di una serie di romanzi.
Gently è profondamente convinto del suo "metodo olistico", che prevede che tutto sia in dipendenza, diretta o indiretta, da tutto, propugnando la "fondamentale interconnessione fra tutte le cose". Per questo cerca di risolvere i casi che gli si propongono con metodi non convenzionali e, all'apparenza, del tutto svincolati dal problema.
Dirk Gently vive e lavora a Londra, dove ha un ufficio-abitazione che ne rispecchia il carattere, sempre a corto di soldi e alla ricerca di fatti improbabili, che userà abilmente per spillare quattrini alle anziane signore, cui dovrebbe ritrovare il gatto smarrito o il marito presumibilmente fuggito per la disperazione.

## Ciclo di Dirk Gently
- Dirk Gently. Agenzia di investigazione olistica (Dirk Gently's Holistic Detective Agency, 1987)
- La lunga oscura pausa caffè dell'anima (The Long Dark Tea-Time of the Soul) (1988)
- Il salmone del dubbio, terzo romanzo della serie Dirk Gently, rimasto ampiamente incompiuto a seguito della morte dell'autore. Brani di questo romanzo sono raccolti nell'omonima raccolta di racconti pubblicata nel 2002. Nel testo accluso alla bozza si parla spesso di trasformarlo in un altro romanzo del ciclo della Guida, forse unendo le due serie.

## Altri media
- Dirk Gently è una serie televisiva britannica trasmessa su BBC Four tra il 2010 e il 2012.
- Dirk Gently - Agenzia di investigazione olistica è una serie televisiva statunitense trasmessa su BBC America a partire dal 2016.
- Dirk Gently’s Holistic Detective Agency: Everything Is Connected è un gioco da tavolo basato sulla serie TV di BBC America, approdato sul mercato nel 2017 grazie ad IDW Games.[1]